# Tonalixco Grande
Tonalixco Grande är en ort i Mexiko.   Den ligger i kommunen Zongolica och delstaten Veracruz, i den sydöstra delen av landet, 240 km öster om huvudstaden Mexico City. Tonalixco Grande ligger 942 meter över havet och antalet invånare är 309.
Terrängen runt Tonalixco Grande är bergig åt sydost, men åt nordväst är den kuperad. Runt Tonalixco Grande är det ganska tätbefolkat, med 199 invånare per kvadratkilometer. Närmaste större samhälle är Cuichapa, 18,5 km nordost om Tonalixco Grande. I omgivningarna runt Tonalixco Grande växer huvudsakligen savannskog.